# Drosera radicans
Drosera radicans es una especie de planta perenne, erecta y tuberosa del género de plantas carnívoras Drosera.

## Descripción
Produce pequeñas hojas carnívoras a lo largo de los tallos que pueden tener  7-18 cm  de alto. Las flores son blancas y florecen entre agosto y septiembre.

## Distribución y hábitat
Es endémica de Australia Occidental y solo se encuentra en áreas relativamente pequeñas de Geraldton. Crece en zonas de inviernos húmedos, en suelos de arcilla o arena. 

## Taxonomía
Fue descrita por primera vez por N.G.Marchant en 1982. Fue 
publicado en Flora of Australia 8: 384. 1982.
Etimología
Drosera: tanto su nombre científico –derivado del griego δρόσος [drosos]: "rocío, gotas de rocío"– como el nombre vulgar –rocío del sol, que deriva del latín ros solis: "rocío del sol"– hacen referencia a las brillantes gotas de mucílago que aparecen en el extremo de cada hoja, y que recuerdan al rocío de la mañana.
radicans: epíteto latino que significa "que echa raíces".